# 蒙多河

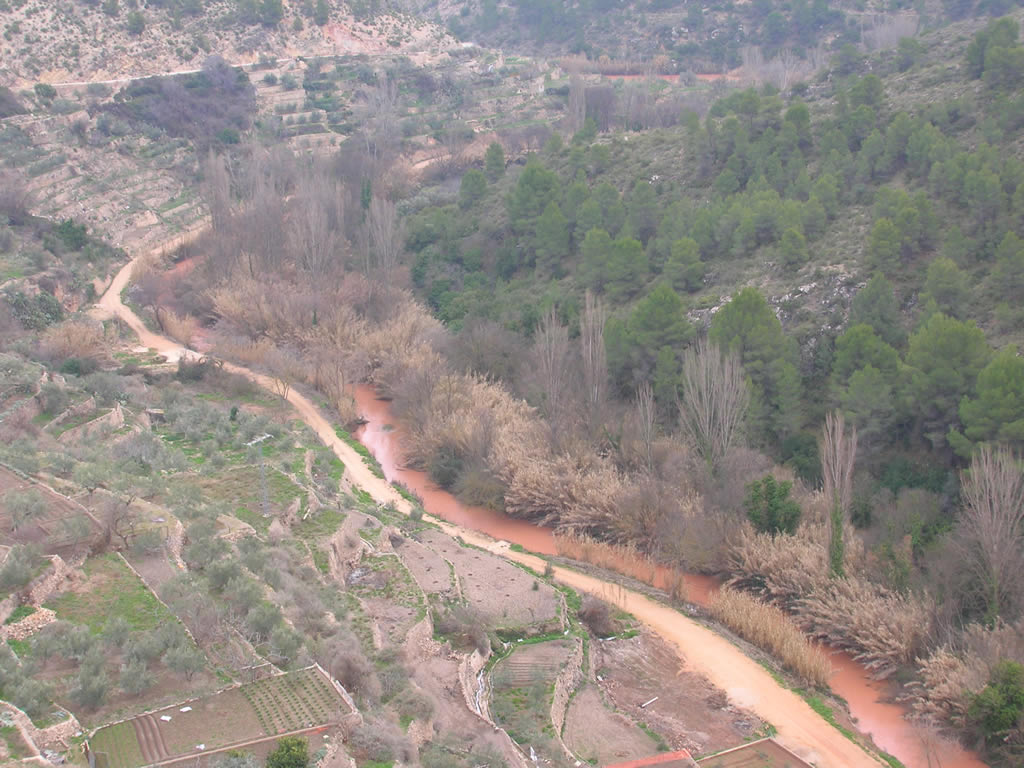
蒙多河列托爾鎮段

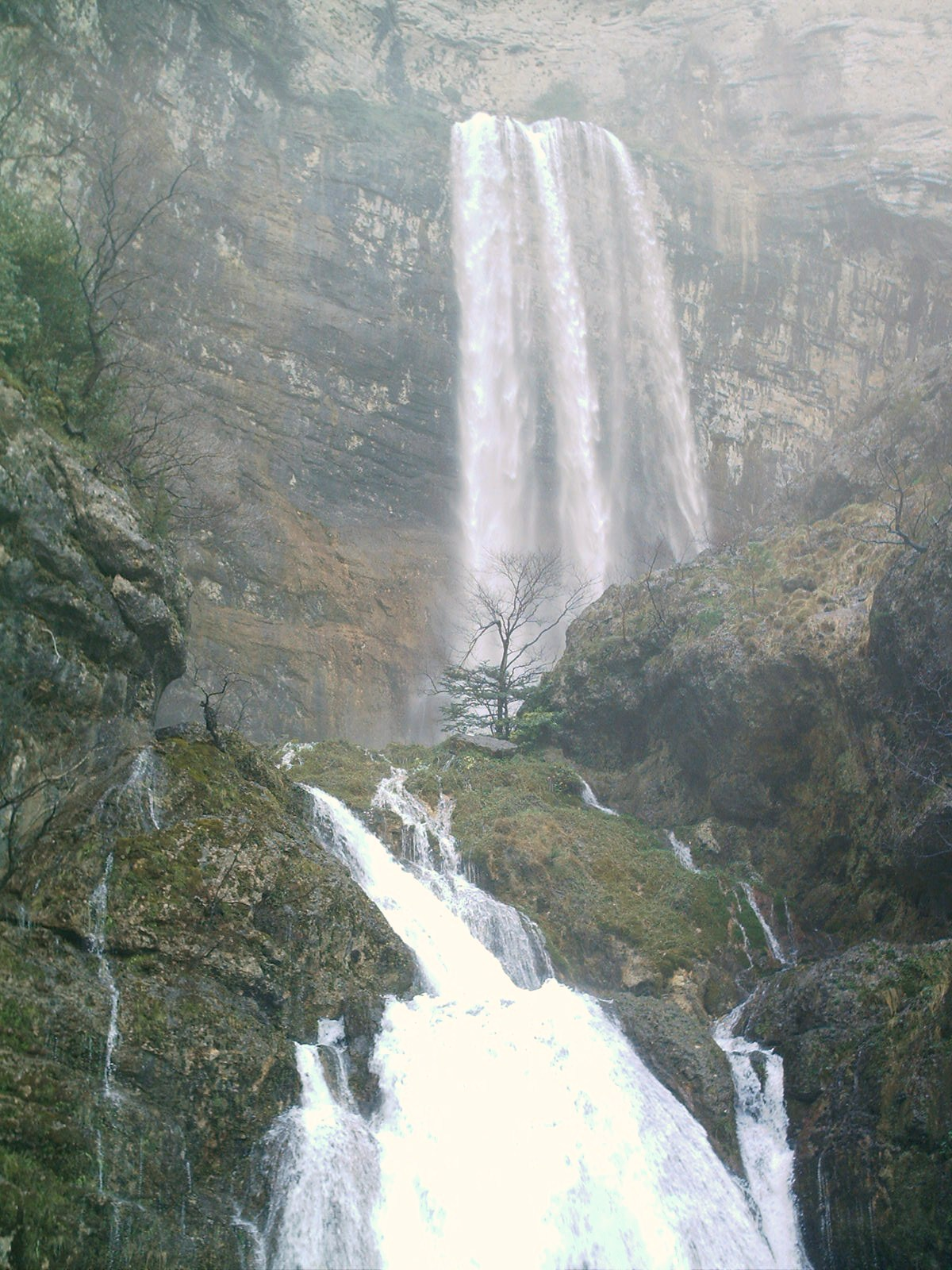
蒙多河上的瀑布

蒙多河（西班牙語：Río Mundo）是西班牙的河流，位於該國東南部，發源自里奧帕爾以南，最終注入塞古拉河，河道全長150公里，流域面積766平方公里，平均流量每秒20立方米。